# Bronkhorst

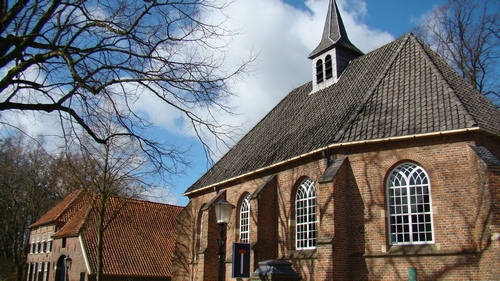
Bronkhorst

Bronkhorst es una ciudad en la municipalidad de  Bronckhorst, Provincia de Güeldres en los Países Bajos.  Con 160 habitantes es una ciudad pequeña de los Países Bajos.
Bronkhorts es conocida por sus pintorescos edificios, casas y por el museo dedicado a Charles Dickens.
- Datos: Q927604
- Multimedia: Bronkhorst / Q927604